# پاپ گریگوری دوازدهم
پاپ گریگوری دوازدهم (به انگلیسی: Gregory XII) (تولد: ۱۳۲۶ یا بین ۱۳۳۵ و ۱۳۴۵ - درگذشت :۱۸ اکتبر ۱۴۱۷) زاده شده با نام آنجلو کورارو یکی از پاپ‌های کلیسای کاتولیک رم بود که در یک خانواده اشرافی در ونیز به دنیا آمد و از سال ۱۴۰۶ تا سال ۱۴۱۵ میلادی همزمان با دو پاپ مدعی دیگر، در یکی آشفته‌ترین دوره‌ها از نوع خود پاپ بود. گریگوری دوازدهم نهایتاً به تصمیم شورای موسوم به شورای کنستانس از مقام خود کناره‌گیری کرد تا دو دستگی غرب به پایان برسد.

## زندگی اولیه
آنجلو کورارو در ونیز متولد شد و وقف کلیسا گردید. در سال ۱۳۸۰ میلادی به عنوان اسقف کاستلو جای نیکولو ماروسینی را گرفت. در سال ۱۳۹۰ میلادی عنوان افتخاری اسقف لاتین قسطنطنیه به او اعطا شد. در ۱۲ ژوئن ۱۴۰۵ توسط پاپ اینوسنت هفتم به مقام کاردینالی ارتقا یافت. از ۳۰ نوامبر ۱۴۰۶ تا ۲۳ اوت ۱۴۰۹ سرپرست پاپی قسطنطنیه بود.

### انجمن انتخاب پاپ
پس از مرگ پاپ بونیفاس نهم در سال ۱۴۰۴ میلادی و پیش از انتخاب اینوسنت هفتم، شورای کاردینال‌ها توافق کرده بود هر آن کس به عنوان پاپ برگزیده شود از صورت دادن هر گونه اقدامی برای پایان دادن به دو دستگی، حتی با کناره‌گیری از مقام خود مضایغه نکند و دست به انتخاب کاردینال جدید بجز در جهت ایجاد اتحاد و در مسیر بر طرف کردن انشقاق نزند.
پاپ اینوسنت هفتم ششم ماه نوامبر سال ۱۴۰۶ میلادی درگذشت. پس از روزها مجادله بر سر انتخاب یا عدم انتخاب پاپ جدید، با تصمیم بر تعیین جانشینی برای پاپ فقید، شورایی متشکل از تنها پانزده (چهارده) کاردینال در شهر رم، در نهایت پس از قریب به دو هفته مشاوره، عصر روز ۳۰ نوامبر سال ۱۴۰۶، ۲۴ روز پس از مرگ پاپ پیشین، آنجلو کورارو با پذیرش مفادی مشابه توافق سال ۱۴۰۴ شورای کاردینال‌ها، با وجود کهولت سن با عنوان گرگوری دوازدهم به اتفاق آرا به مقام پاپی منصوب گشت. این تصمیم صبح روز بعد به عموم اعلام شد.

## تصدی پاپی
گرگوری دوازدهم نوزدهم ماه دسامبر سال ۱۴۰۶ در کلیسای سن پیترو تاجگذاری کرد.

### مذاکرات برای پایان دو دستگی
دو پاپ به شکل محتاطانه مذاکرات را آغاز کردند و قرار به انجام یک ملاقات در ساونا در لیگوریا گذاشتند. اما به زودی عزم آن‌ها برای این عمل متزلزل شد. بستگان گرگوری دوازدهم در ونیز و لادیسلوس، پادشاه ناپل که به دلایل سیاسی از گرگوری دوازدهم حمایت می‌کرد، از نفوذ خود برای برهم زدن این ملاقات حداکثر استفاده را کردند و هر دو پاپ از این امر بیمناک شدند که توسط هواداران دیگری گرفتار شوند.
کاردینال‌های گرگوری دوازدهم آشکارا نارضایتی خود از اقدامات او و قصدشان برای برکنار کردن او را نمایان کردند. ۴ ماه می سال ۱۴۰۸ میلادی گرگوری دوازدهم کاردینال‌های خود را در شهر لوکا جمع کرد و به آن‌ها دستور داد مطلقاً و به هیچ بهانه‌ای از شهر خارج نشوند. او بر خلاف وعده‌هایی که در شورای انتخاب‌کننده پاپ داده بود، تلاش کرد با کاردینال کردن چهار نفر از برادرزاده‌های خود از خاندان کورارو (از جمله اوژن چهارم، پاپ آینده) جمع حامشیانش را تکمیل کتد. هفت تن از کاردینال‌ها مخفیانه لوکا را ترک کردند و مذاکرات را با کاردینال‌های بندیکت سیزدهم برای برگزاری یک شورای عمومی برای عزل هر دو پاپ و انتخاب پاپی تازه آغاز نمودند که نتیجه آن تشکیل شورای پیزا و دعوت از هر دو پاپ برای انتخاب پاپی جدید برای پایان دادن به دو دستگی غرب بود که البته هیچ‌یک از پاپ‌ها در آن حاضر نشدند.
پس اعلام بی‌طرفی فرانسه نسبت به پاپ رم و اوینیون، در پانزدهمین نشست شورای پیزا در ۵ ژوئن سال ۱۴۰۹ میلادی هر دو پاپ تفرقه افکن، بدعت‌گذار، جنایت کار و رسوا خوانده شدند. آن‌ها پس از یک ماه الکساندر پنجم را به عنوان پاپ انتخاب کردند تا سه شخص به صورت همزمان خود را پاپ بنامند. در همین حال گرگوری دوازدهم ۱۰ کاردینال جدید دیگر منصوب کرد و شورای رقیبی در چیویداله دل فریولی نزدیکی شهر آکویلیا تشکیل داد که اسقف‌های کمی به آن پیوستند. کاردینال‌های گرگوری دوازدهم متقابلاً الکساندر پنجم و بندیکت سیزدهم را تفرقه انداز، جنایت کار و عامل فساد و خرابکاری در کلیسا نامیدند در حالیکه هیچ‌کس به اظهارات آن‌ها توجهی نکرد.

### حل تفرقه
نهایتاً شورای کنستانس گره از وضعیت ایجاد شده گشود. گرگوری دوازدهم، کارلو مالاتستا و کاردینال جیووانی دومینیکی از راگوسا را به عنوان نماینده خود در این شورا منصوب کرد. همین کاردینال در آخر دستور جانشینی پاپ بعدی را به رسمیت شناخت تا مقام پاپ با حفظ قدرت به حیات خود ادامه دهد.
آخر سر پنجم ژوئیه سال ۱۴۱۵ میلادی، مالاتستا، به نمایندگی از گرگوری دوازدهم کناره‌گیری او از سمت خود را اعلام کرد که این امر توسط کاردینال‌ها پذیرفته شد. بنا بر توافق‌های پیشین تمامی کاردینال‌هایی که گرگوری دوازدهم انتخاب کرده بود برای جلب رضایت خاندان کورارو در سمت خود ابقا شوند. گرگوری دوازدهم هم به عنوان اسقف فراسکاتی، رئیس دانشکده مقدس کاردینال‌ها و نماینده تام‌الاختیار دائمی در آنکونا انتخاب شد. این شورا همچنین ژان بیست و سوم که خود جانشین الکساندر پنجم کرده بود و بندیکت سیزدهم، پاپ آوینیون را از سمتشان عزل کرد که تا دو دستگی غرب به پایان برسد. هیچ پاپ دیگری تا هنگام مرگ گرگوری دوازهم انتخاب نشد تا صندلی این سمت خالی بماند. بعد از مرگ گرگوری دوازدهم، مارتین پنجم عهده‌دار مقام پاپی شد.

## بازنشستگی و مرگ
مابقی زندگی گرگوری دوازدهم در صلح و آرامشی که اطلاعاتی از آن در نیست، در آنکونا گذشت. او تا زمان بندیکت شانزدهم که در سال ۲۰۱۳ از مقام خود کناره‌گیری کرد، یعنی حدود ۵۹۸ سال، آخرین پاپی بود که از مقام پاپی کناره گرفت.